# Volo TWA 840 (1986)
Il volo Trans World Airlines 840 era un volo di linea regolare da Los Angeles al Cairo con scalo a New York, Roma e Atene il 2 aprile 1986. Circa 20 minuti prima dell'atterraggio ad Atene esplose una bomba a bordo del Boeing 727 mentre sorvolava Argo, aprendo un buco nel lato di dritta. Quattro passeggeri morirono nell'esplosione, mentre altri 7 rimasero feriti da schegge volanti e detriti. L'aereo effettuò con successo un atterraggio d'emergenza senza ulteriori perdite di vite umane.

## L'aereo
Il Boeing 727-231 coinvolto nell'incidente era stato consegnato alla TWA nel 1974, con codice di registrazione N54340. Era dotato di 3 motori turboreattore P&W JT8D-5.

## Il volo
Il volo partì da Los Angeles su un Boeing 747 per poi passare ad un 727 a Roma fino a destinazione. Dopo il decollo da Roma il volo proseguì tranquillamente fino a circa 20 minuti prima di atterrare ad Atene, quando l'aereo si trovava a circa 11.000 piedi. Una bomba nascosta sotto il sedile 10F durante una precedente tappa del volo esplose, aprendo un foro nel lato di dritta della fusoliera davanti all'ala.
Quattro passeggeri americani, tra cui un neonato di otto mesi, vennero espulsi attraverso il foro verso morte certa. Le vittime sono state identificate come un uomo dalla doppia nazionalità colombiana-americana, una donna, sua figlia e la sua nipotina. Altri sette sull'aereo rimasero feriti dalle schegge mentre la cabina subì una rapida decompressione. Tuttavia, poiché l'aereo si trovava nel bel mezzo del suo avvicinamento ad Atene, l'esplosione non risultò così catastrofica come sarebbe stata a un'altitudine più elevata. I restanti 110 passeggeri sopravvissero all'incidente mentre il pilota Richard "Pete" Petersen effettuò con successo un atterraggio d'emergenza.

## Conseguenze
I corpi di tre delle quattro vittime furono successivamente recuperati da una pista di atterraggio inutilizzata dell'aeronautica greca vicino ad Argo; il quarto venne trovato in mare.
Un gruppo che si fece chiamare Cellule Rivoluzionarie Arabe rivendicò la responsabilità, affermando che era stato commesso in rappresaglia per l'imperialismo americano e gli scontri con la Libia nel Golfo della Sirte la settimana prima.
L'aereo era piuttosto danneggiato, ma si riuscì a ripararlo e a rimetterlo in servizio.

## L'indagine
Gli investigatori conclusero che la bomba conteneva un chilo di esplosivo al plastico. Poiché la bomba era stata posizionata sul pavimento della cabina, l'esplosione aprì un foro verso il basso, dove la fusoliera aveva assorbito la maggior parte dei danni. Si sospetta che fosse stato collocato sotto il sedile in un precedente viaggio da una donna libanese (poi arrestata, mai condannata) che lavorava per l'Organizzazione Abu Nidal, dedita alla distruzione dello stato di Israele. In precedenza avevano dirottato e abbattuto diversi altri aerei, oltre a commettere vari attacchi terroristici in parti del Medio Oriente.